# Zystidenrindenpilze
Die Zystidenrindenpilze (Peniophora) sind eine Gattung von flächig wachsenden Holzpilzen aus der Familie der Zystidenrindenpilzverwandten (Peniophoraceae) und zählen zur Täublingsverwandtschaft.
Die Typusart ist der Eichen-Zystidenrindenpilz (Peniophora quercina).

## Merkmale
Fruchtkörper ein- oder mehrjährig, flächig ausgebreitet und vollständig das Substrat überziehend oder an den Rändern eingerollt, glatt bis warzig, wachsartig bis ledrig, leuchtend gelb über rot-grau-violett-braun in verschiedenen Schattierungen; Rand fein gefranst und zumindest bei jungen Frk. steril; Sporenpulverabdruck blass rötlich.
Hyphentextur monomitisch, junge Hyphen dünnwandig, unter dem Mikroskop hyalin, mit bloßem Auge weiß oder hellrosa, ältere Hyphen häufig mit verdickten Wänden, bei den meisten Arten zumindest in der Nähe des Substrats braun; Zystiden immer vorhanden als inkrustierte Metuloide oder als Sulfozystiden; einige Arten mit Dendrohyphidien, Basidien 4-sporig mit Basalschnallen; Sporen meist allantoid, bei einigen Arten bis elliptisch, dünn- und glattwandig, inamyloid, nicht cyanophil.
Durch die meist vorhandenen inkrustierten Zystiden und inamyloiden Sporen lassen sich die Zystidenrindenpilze u. a. von den bisweilen ähnlich aussehenden Schichtpilzen (Stereum spp.) unterscheiden.

## Ökologie
Zystidenrindenpilze leben saprob als Holzzersetzer und erzeugen eine Weißfäule. Viele Arten wie z. B. der Kiefern-Zystidenrindenpilz sind substratspezifisch. Andere hingegen besitzen ein breites Nahrungsspektrum, beispielsweise der Fleischrote Zystidenrindenpilz. Einige Vertreter der Gattung werden von Zitterlingen parasitiert.

## Arten
Die Gattung ist weit verbreitet und umfasst 62 Arten. In Europa kommen 34 Arten vor bzw. sind dort zu erwarten.
| Zystidenrindenpilze (Peniophora) in Europa |                                                   |                                                     |                                                                               |
| \| Deutscher Name \| Wissenschaftlicher Name \| Autorenzitat \| Substrat \| \| ------------------------------- \| ------------------------------------------------- \| --------------------------------------------------- \| ----------------------------------------------------------------------------- \| \| Grünerlen-Zystidenrindenpilz \| Peniophora aurantiaca \| (Bresadola 1892) Höhnel & Litschauer 1906 \| Grünerle, aber auch an Rot-Erle, Runzelblättriger Erle und Sitka-Erle \| \| Pistazien-Zystidenrindenpilz \| Peniophora boidinii \| D.A. Reid 1965 \| \| \| Aschgrauer Zystidenrindenpilz \| Peniophora cinerea \| (Persoon 1794 : Fries 1821) Cooke 1879 \| \| \| Erlen-Zystidenrindenpilz \| Peniophora erikssonii beschrieben als "erikssoni" \| Boidin 1957 \| \| \| Bereifter Zystidenrindenpilz \| Peniophora erumpens \| (Burt 1920) Boidin 1959 \| \| \| Melde-Zystidenrindenpilz \| Peniophora halimi \| Boidin & Lanquetin 1974 \| \| \| Fleischroter Zystidenrindenpilz \| Peniophora incarnata \| (Persoon 1801 : Fries 1821) P. Karsten 1889 \| überwiegend Rot-Buche, aber auch andere Laubhölzer, bisweilen sogar Nadelholz \| \| Wacholder-Zystidenrindenpilz \| Peniophora junipericola \| J. Eriksson 1950 \| \| \| Hainbuchen-Zystidenrindenpilz \| Peniophora laeta \| (Fries 1828 : Fries 1828) Donk 1957 \| Hainbuche \| \| Laurents Zystidenrindenpilz \| Peniophora laurentii \| S. Lundell 1946 \| \| \| Ulmen-Zystidenrindenpilz \| Peniophora lilacea \| Bourdot & Galzin 1913 ('1912') \| \| \| Eschen-Zystidenrindenpilz \| Peniophora limitata \| (Chaillet 1828) Cooke 1879 \| Eschen, Flieder, Liguster und andere Ölbaumgewächse \| \| Lilagrauer Zystidenrindenpilz \| Peniophora lycii \| (Persoon 1822) Höhnel & Litschauer 1907 ('1906') \| \| \| Malencons Zystidenrindenpilz \| Peniophora malençonii \| Boidin & Lanquetin 1977 \| \| \| Südlicher Zystidenrindenpilz \| Peniophora meridionalis \| Boidin 1959 \| \| \| Nackter Zystidenrindenpilz \| Peniophora nuda \| (Fries 1821 : Fries 1821) Bresadola 1897 \| \| \| Tannen-Zystidenrindenpilz \| Peniophora piceae \| (Persoon 1822) J. Eriksson 1950 \| \| \| \| Peniophora pilatiana \| Pouzar & Svrcek 1953 \| \| \| Kiefern-Zystidenrindenpilz \| Peniophora pini \| (Schleicher 1815 : Fries 1821) Boidin 1956 \| Kiefern, vor allem Wald-Kiefer \| \| Nadelholz-Zystidenrindenpilz \| Peniophora pithya \| (Persoon 1822) J. Eriksson 1950 \| \| \| Espen-Zystidenrindenpilz \| Peniophora polygonia \| (Persoon 1794 : Fries 1821) Bourdot & Galzin 1928 \| \| \| \| Peniophora proxima \| Bresadola 1913 ('1912') \| \| \| \| Peniophora pseudoversicolor \| Boidin 1965 \| \| \| Eichen-Zystidenrindenpilz \| Peniophora quercina \| (Persoon 1801 : Fries 1821) Cooke 1879 \| überwiegend Eichen, aber auch Rot-Buche, Eschen und andere Laubhölzer \| \| \| Peniophora reidii \| Boidin & Lanquetin 1983 \| \| \| Roter Zystidenrindenpilz \| Peniophora rufa \| (Fries 1828 : Fries 1828) Boidin 1959 \| \| \| Linden-Zystidenrindenpilz \| Peniophora rufomarginata \| (Persoon 1822) Bourdot & Galzin 1913 ('1912') \| \| \| Nördlicher Zystidenrindenpilz \| Peniophora septentrionalis \| Laurila 1939 \| \| \| Täuschender Zystidenrindenpilz \| Peniophora simulans \| D.A. Reid 1968 \| \| \| \| Peniophora suecica \| Litschauer 1941 \| \| \| Tamarisken-Zystidenrindenpilz \| Peniophora tamaricicola \| Boidin & Malençon 1961 \| \| \| \| Peniophora versicolor \| (Bresadola 1898) Saccardo & P. Sydow 1902 \| \| \| \| Peniophora versiformis \| (Berkeley & M.A. Curtis 1873) Bourdot & Galzin 1928 \| \| \| Violetter Zystidenrindenpilz \| Peniophora violaceolivida \| (Sommerfelt 1826) Massee 1890 ('1889') \| \| |                                                   |                                                     |                                                                               |
| Deutscher Name | Wissenschaftlicher Name                           | Autorenzitat                                        | Substrat                                                                      |
| Grünerlen-Zystidenrindenpilz | Peniophora aurantiaca                             | (Bresadola 1892) Höhnel & Litschauer 1906           | Grünerle, aber auch an Rot-Erle, Runzelblättriger Erle und Sitka-Erle         |
| Pistazien-Zystidenrindenpilz | Peniophora boidinii                               | D.A. Reid 1965                                      |                                                                               |
| Aschgrauer Zystidenrindenpilz | Peniophora cinerea                                | (Persoon 1794 : Fries 1821) Cooke 1879              |                                                                               |
| Erlen-Zystidenrindenpilz | Peniophora erikssonii beschrieben als "erikssoni" | Boidin 1957                                         |                                                                               |
| Bereifter Zystidenrindenpilz | Peniophora erumpens                               | (Burt 1920) Boidin 1959                             |                                                                               |
| Melde-Zystidenrindenpilz | Peniophora halimi                                 | Boidin & Lanquetin 1974                             |                                                                               |
| Fleischroter Zystidenrindenpilz | Peniophora incarnata                              | (Persoon 1801 : Fries 1821) P. Karsten 1889         | überwiegend Rot-Buche, aber auch andere Laubhölzer, bisweilen sogar Nadelholz |
| Wacholder-Zystidenrindenpilz | Peniophora junipericola                           | J. Eriksson 1950                                    |                                                                               |
| Hainbuchen-Zystidenrindenpilz | Peniophora laeta                                  | (Fries 1828 : Fries 1828) Donk 1957                 | Hainbuche                                                                     |
| Laurents Zystidenrindenpilz | Peniophora laurentii                              | S. Lundell 1946                                     |                                                                               |
| Ulmen-Zystidenrindenpilz | Peniophora lilacea                                | Bourdot & Galzin 1913 ('1912')                      |                                                                               |
| Eschen-Zystidenrindenpilz | Peniophora limitata                               | (Chaillet 1828) Cooke 1879                          | Eschen, Flieder, Liguster und andere Ölbaumgewächse                           |
| Lilagrauer Zystidenrindenpilz | Peniophora lycii                                  | (Persoon 1822) Höhnel & Litschauer 1907 ('1906')    |                                                                               |
| Malencons Zystidenrindenpilz | Peniophora malençonii                             | Boidin & Lanquetin 1977                             |                                                                               |
| Südlicher Zystidenrindenpilz | Peniophora meridionalis                           | Boidin 1959                                         |                                                                               |
| Nackter Zystidenrindenpilz | Peniophora nuda                                   | (Fries 1821 : Fries 1821) Bresadola 1897            |                                                                               |
| Tannen-Zystidenrindenpilz | Peniophora piceae                                 | (Persoon 1822) J. Eriksson 1950                     |                                                                               |
| | Peniophora pilatiana                              | Pouzar & Svrcek 1953                                |                                                                               |
| Kiefern-Zystidenrindenpilz | Peniophora pini                                   | (Schleicher 1815 : Fries 1821) Boidin 1956          | Kiefern, vor allem Wald-Kiefer                                                |
| Nadelholz-Zystidenrindenpilz | Peniophora pithya                                 | (Persoon 1822) J. Eriksson 1950                     |                                                                               |
| Espen-Zystidenrindenpilz | Peniophora polygonia                              | (Persoon 1794 : Fries 1821) Bourdot & Galzin 1928   |                                                                               |
| | Peniophora proxima                                | Bresadola 1913 ('1912')                             |                                                                               |
| | Peniophora pseudoversicolor                       | Boidin 1965                                         |                                                                               |
| Eichen-Zystidenrindenpilz | Peniophora quercina                               | (Persoon 1801 : Fries 1821) Cooke 1879              | überwiegend Eichen, aber auch Rot-Buche, Eschen und andere Laubhölzer         |
| | Peniophora reidii                                 | Boidin & Lanquetin 1983                             |                                                                               |
| Roter Zystidenrindenpilz | Peniophora rufa                                   | (Fries 1828 : Fries 1828) Boidin 1959               |                                                                               |
| Linden-Zystidenrindenpilz | Peniophora rufomarginata                          | (Persoon 1822) Bourdot & Galzin 1913 ('1912')       |                                                                               |
| Nördlicher Zystidenrindenpilz | Peniophora septentrionalis                        | Laurila 1939                                        |                                                                               |
| Täuschender Zystidenrindenpilz | Peniophora simulans                               | D.A. Reid 1968                                      |                                                                               |
| | Peniophora suecica                                | Litschauer 1941                                     |                                                                               |
| Tamarisken-Zystidenrindenpilz | Peniophora tamaricicola                           | Boidin & Malençon 1961                              |                                                                               |
| | Peniophora versicolor                             | (Bresadola 1898) Saccardo & P. Sydow 1902           |                                                                               |
| | Peniophora versiformis                            | (Berkeley & M.A. Curtis 1873) Bourdot & Galzin 1928 |                                                                               |
| Violetter Zystidenrindenpilz | Peniophora violaceolivida                         | (Sommerfelt 1826) Massee 1890 ('1889')              |                                                                               |

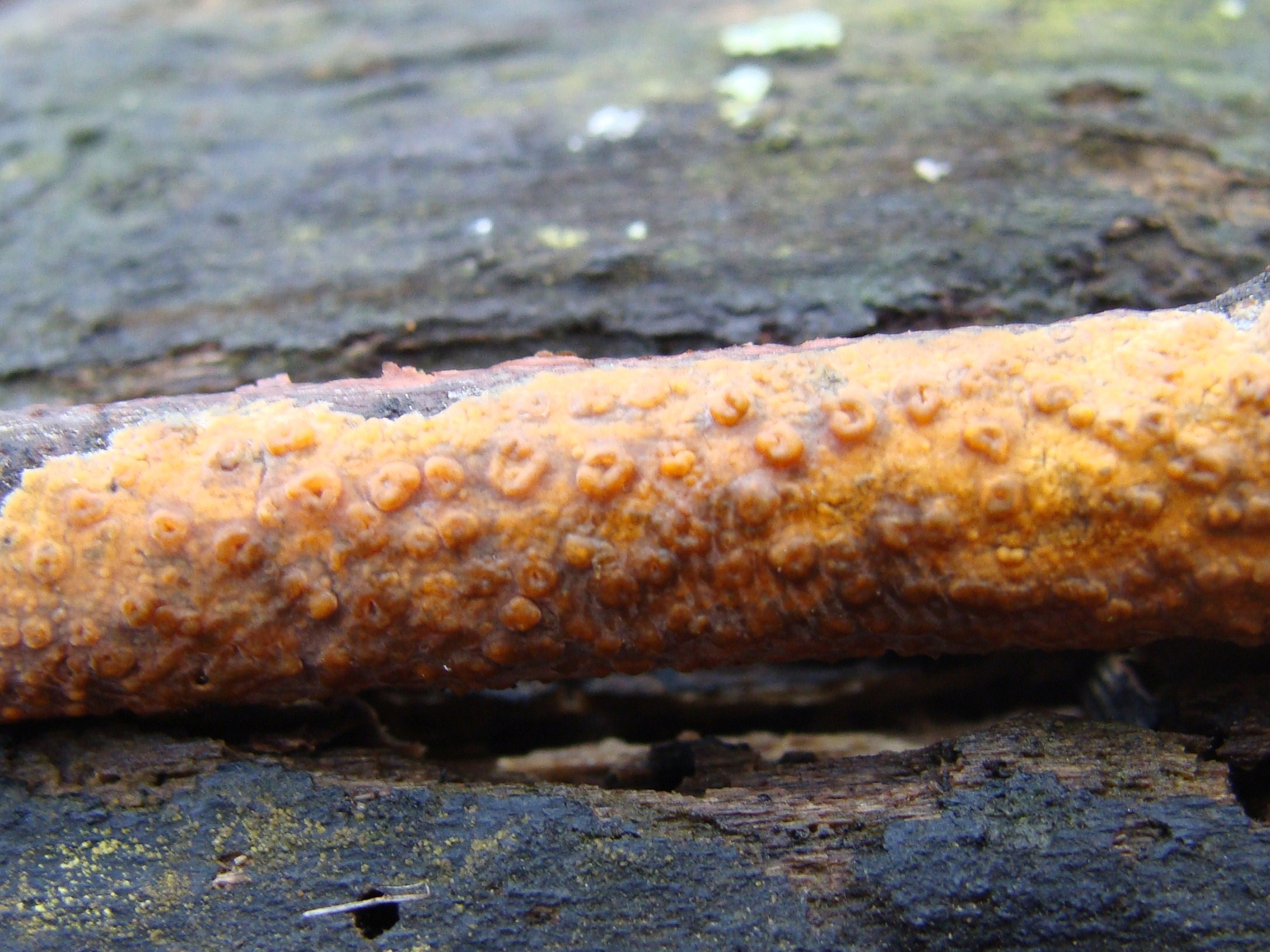
Grünerlen-Zystidenrindenpilz Peniophora aurantiaca
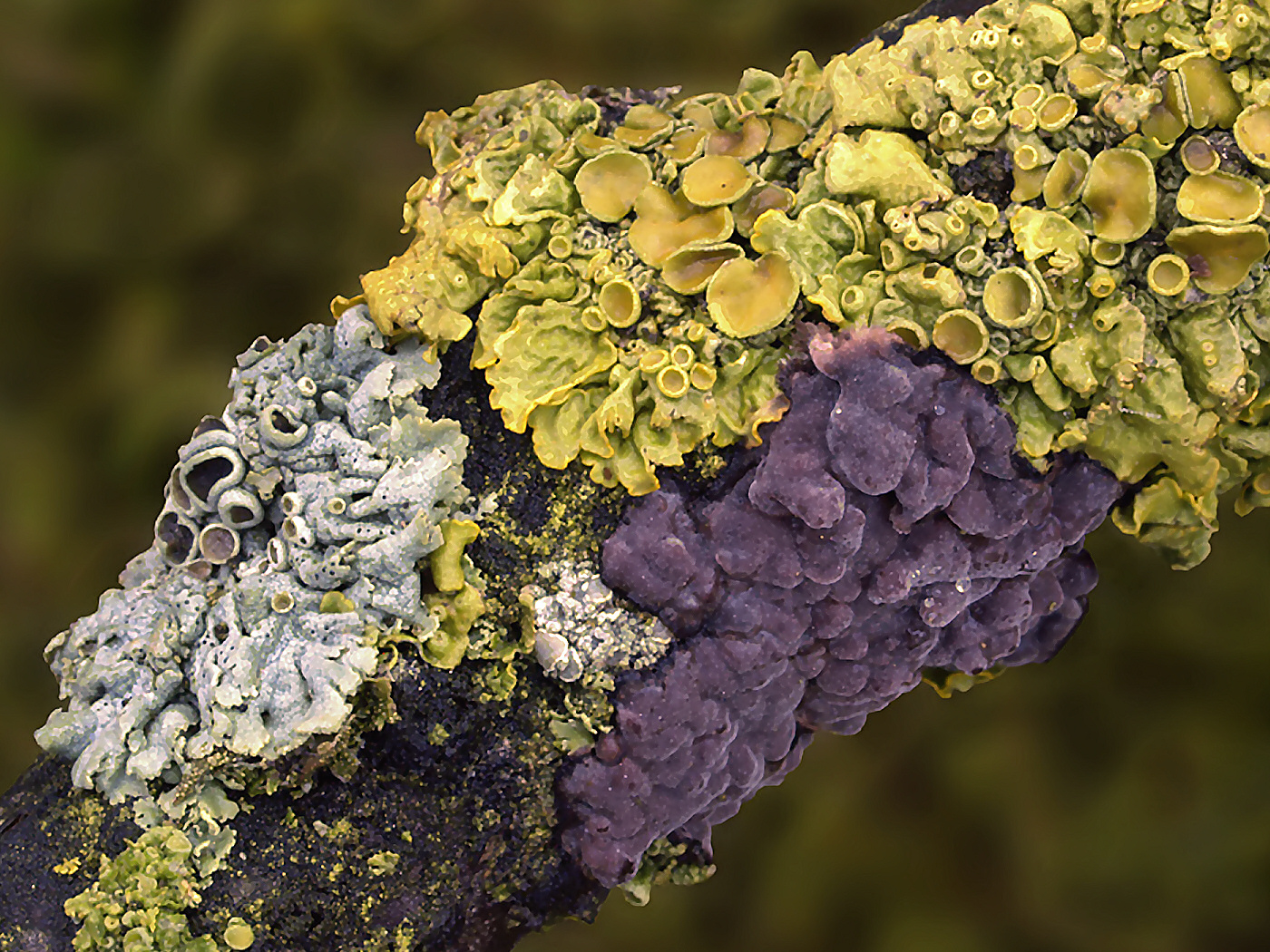
Häufig ist der violette Eichen-Zystidenrindenpilz (P. quercina); im Bild mit Flechten vergesellschaftet.
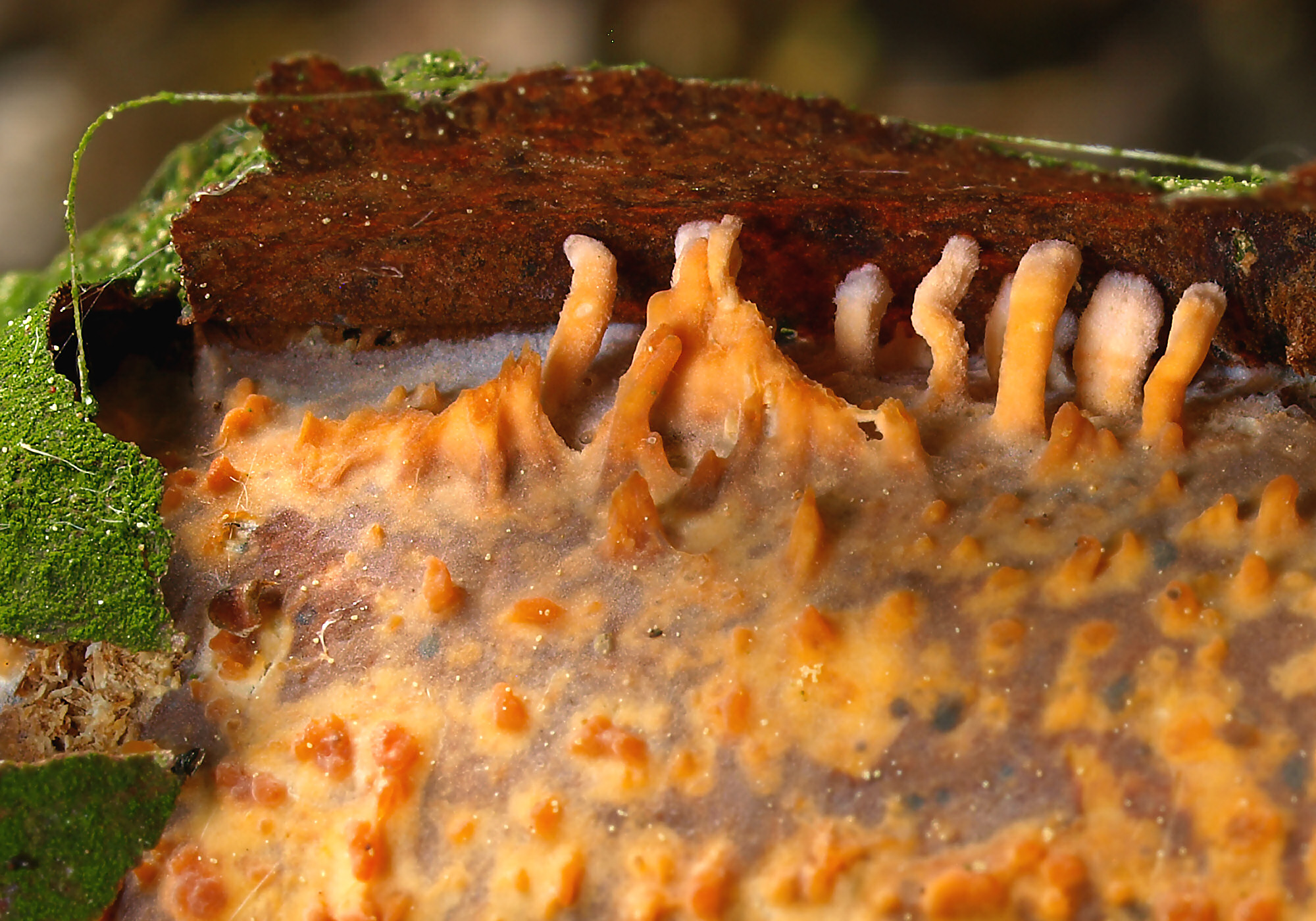
Der Hainbuchen-Zystidenrindenpilz (P. laeta) bildet Stemmleisten unter der Rinde.
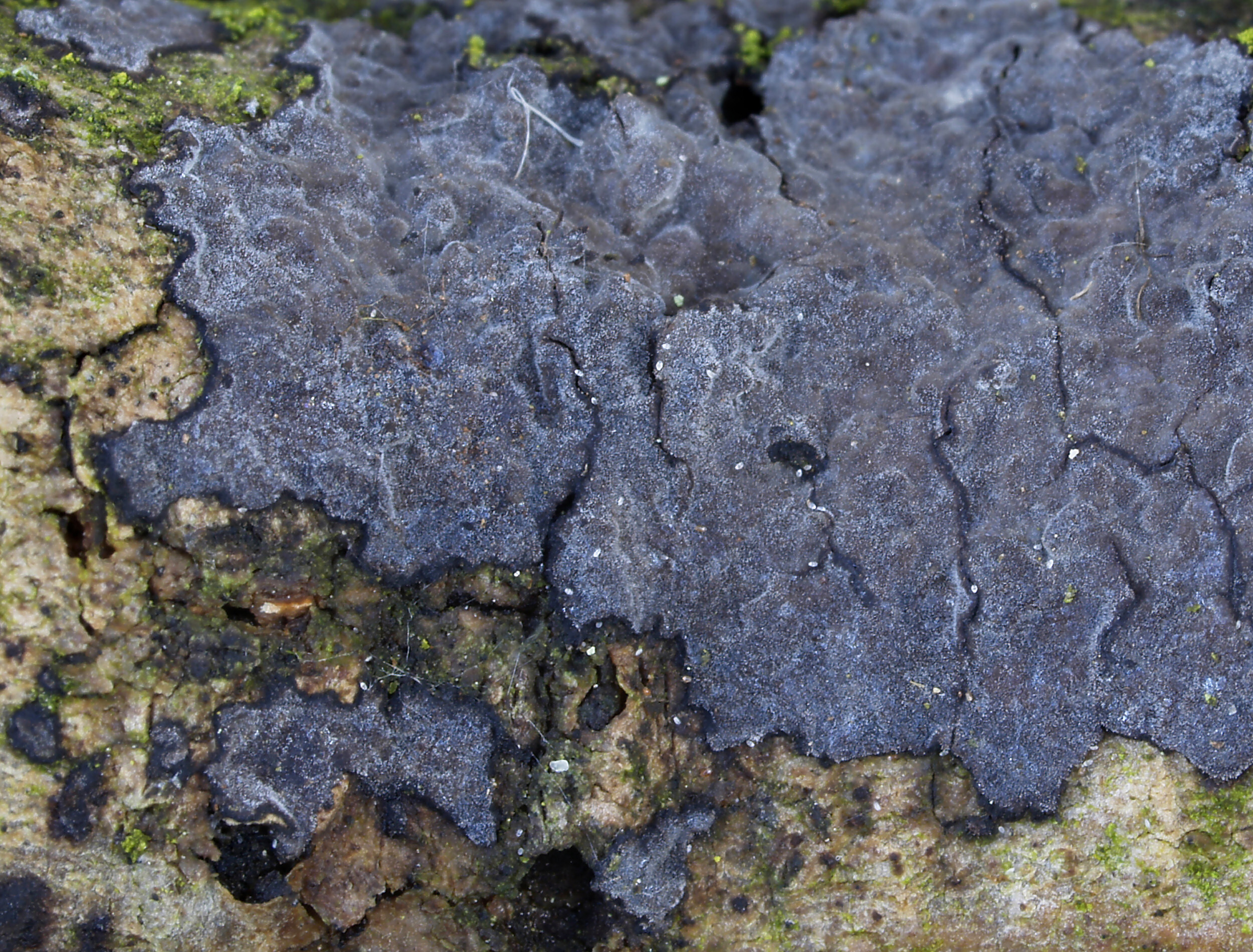
Typisch für den Eschen-Zystidenrindenpilz (P. limitata) sind dunkel gerandete Fruchtkörper.
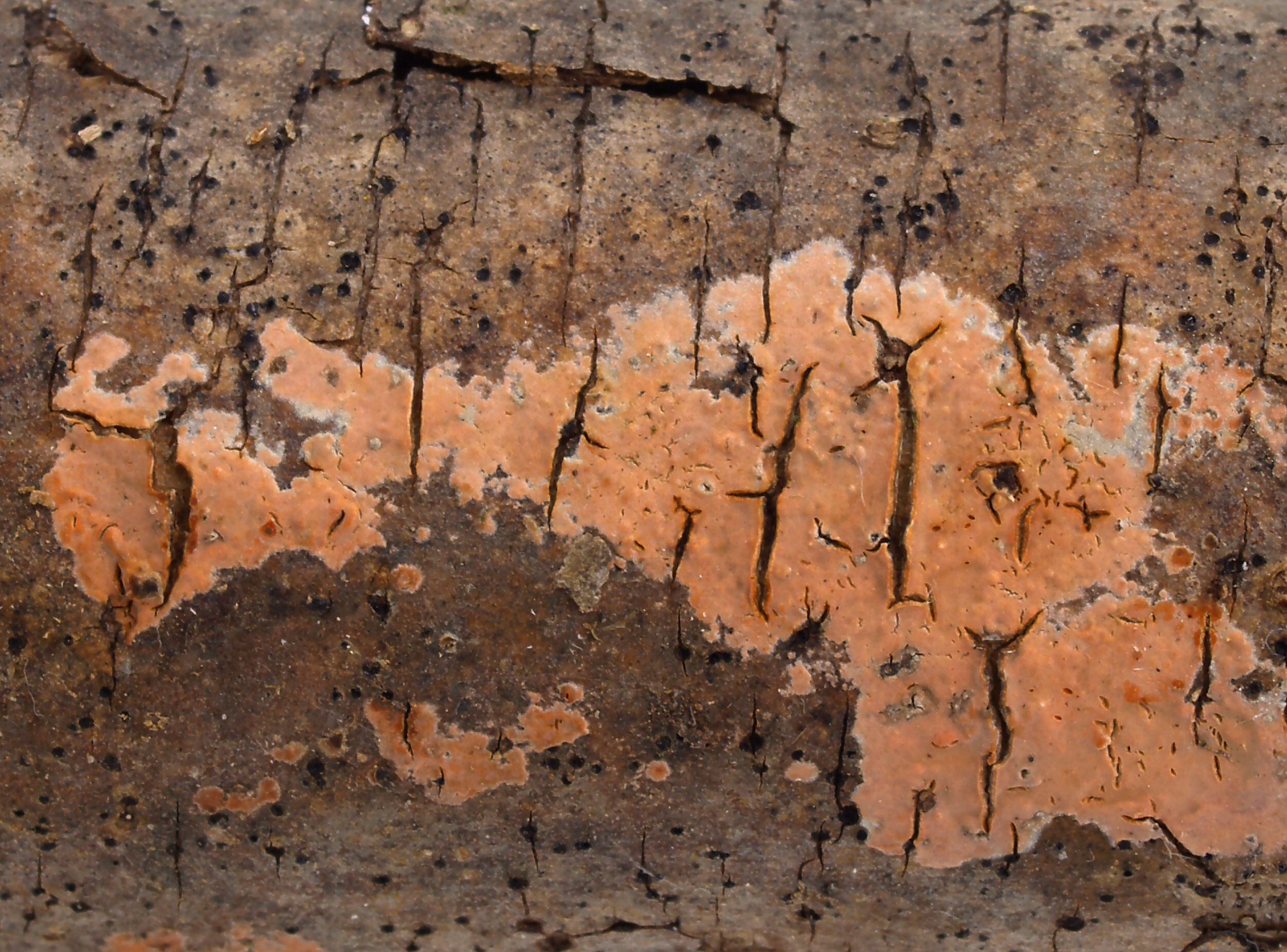
An Laubhölzern fruktifiziert im Winter der Fleischrote Zystidenrindenpilz (P. incarnata).

## Systematik
Die Zystidenrindenpilze sind in zwei Untergattungen gegliedert: Gloeopeniophora und Peniophora.
|                      | Untergattung Gloeopeniophora     | Untergattung Peniophora                                                             |
| -------------------- | -------------------------------- | ----------------------------------------------------------------------------------- |
| Hyphen               | farblos                          | zumindest teilweise braun                                                           |
| Fruchtkörper         | freudig gefärbt (orange bis rot) | mit gedämpften Farben (graulich, bräunlich, creme-, rötlich- oder violettlich-grau) |
| Aufbau der Trama     | nicht geschichtet                | mit 2 bis 3 (10+) Schichten                                                         |
| Lebensdauer der Frk. | relativ kurzlebig                | langlebig, oft mehrjährig                                                           |

### UntergattungGloeopeniophora
| Incarnata-Gruppe (Auswahl) |
| - Grünerlen-Zystidenrindenpilz – Peniophora aurantiaca - Erlen-Zystidenrindenpilz – Peniophora erikssonii - Fleischroter Zystidenrindenpilz – Peniophora incarnata - Hainbuchen-Zystidenrindenpilz – Peniophora laeta - Laurents Zystidenrindenpilz – Peniophora laurentii |

### UntergattungPeniophora
| Cinerea-Gruppe (Auswahl) |
| - Aschgrauer Zystidenrindenpilz – Peniophora cinerea - Wacholder-Zystidenrindenpilz – Peniophora junipericola - Eschen-Zystidenrindenpilz – Peniophora limitata - Nackter Zystidenrindenpilz – Peniophora nuda - Tannen-Zystidenrindenpilz – Peniophora piceae - Kiefern-Zystidenrindenpilz – Peniophora pini - Nadelholz-Zystidenrindenpilz – Peniophora pithya - Eichen-Zystidenrindenpilz – Peniophora quercina - Roter Zystidenrindenpilz – Peniophora rufa - Linden-Zystidenrindenpilz – Peniophora rufomarginata - Nördlicher Zystidenrindenpilz – Peniophora septentrionalis - Peniophora suecica - Violetter Zystidenrindenpilz – Peniophora violaceolivida |

inkrustierte metuloide Zystiden, Sulfozystiden vorhanden oder fehlend, keine Dendrohyphidien
| Lycii-Gruppe (Auswahl) |
| - Ulmen-Zystidenrindenpilz – Peniophora lilacea - Lilagrauer Zystidenrindenpilz – Peniophora lycii - Espen-Zystidenrindenpilz – Peniophora polygonia |

mit oder ohne inkrustierten Zystiden, Sulfozystiden und Dendrohyphidien vorhanden